# 베니타 피츠제럴드브라운
베니타 피츠제럴드브라운(Benita Fitzgerald-Brown, 1961년 7월 6일 ~ )은 110m 허들 종목에 주로 나간 은퇴한 미국의 육상 선수이다.
그녀는 1984년 로스앤젤레스 올림픽에 나가 100m 허들 결승전에서 12.84초로 우승 후보 셜리 스트롱을 0.04초 차이로 꺾고 금메달을 획득하였다.
피츠제럴드는 허들을 우승하는 데 베이브 디드릭슨에 이어 두번째 미국 여성 선수이며, 아프리카계 미국인 여성으로 처음이다. 그녀는 1980년 미국 올림픽 팀의 일원이었고, 1988년 미국 올림픽 팀을 위한 교체자였다.
버지니아주 워런에서 태어난 피츠제럴드는 가까이 있는 데일시티에서 자라와 이른 나이에 육상과 학문에서 뛰어나기 시작하였다. 그녀는 완전한 육상 장학금에 테네시 대학교에서 수학하면서 산업 공학에서 과학사를 취득하였다. 대학에서 수학하는 동안에 그녀는 3개의 100m 허들 실외 선수권을 포함하여 15회의 올아메리칸과 4회의 NCAA 타이틀을 우승하였다
1996년 애틀랜타에서 열린 100년제 올림픽의 개막식에서 오륜기 기수들 8명 중의 하나로서 명예를 얻었다. 버지니아 고등학교 명예의 전당, 버지니아 스포츠 명예의 전당과 테네시 대학교 명예의 전당을 포함한 다수의 명예의 전당들에 헌액되었다.
데일시티에는 그녀의 이름을 딴 거리가 있다.